# Geoffrey Burridge
Geoffrey Burridge (4 de diciembre de 1948 – 30 de septiembre de 1987) fue un actor teatral y televisivo inglés.

## Biografía
Nacido en Londres, Inglaterra, para la televisión fue Mark Proctor en los primeros episodios de Emmerdale, siendo también recordado por su actuación como artista invitado en la serie Los corsarios de Blake, episodio "Rescue", con el papel de Dorian.
También actuó como el hombre no muerto y asesinado con su novia en una escena en un cine, aconsejando a David como suicidarse antes de la siguiente luna llena, en la cinta dirigida en 1980 por John Landis Un hombre lobo americano en Londres. También trabajó en 1987 en el drama de la BBC de Derek Lister, The Ice House, con el papel de Clovis.
Entre su extenso trabajo teatral se incluyen numerosos musicales, destacando la revista de 1972 representada en los Teatros del West End Cowardy Custard, la producción de 1978 production El diluvio que viene, y la reposición en 1985 de Gigi.
Geoffrey Burridge falleció en Londres en el año 1987 a causa de las complicaciones surgidas a causa de un SIDA. Su pareja sentimental, el actor Alec McCowen, rehusó aparecer en el show This Is Your Life a menos que fuera reconocida su relación.